# Mormoops blainvillei
Mormoops blainvillei là một loài động vật có vú trong họ Mormoopidae, bộ Dơi. Loài này được Leach mô tả năm 1821.

## Hình ảnh

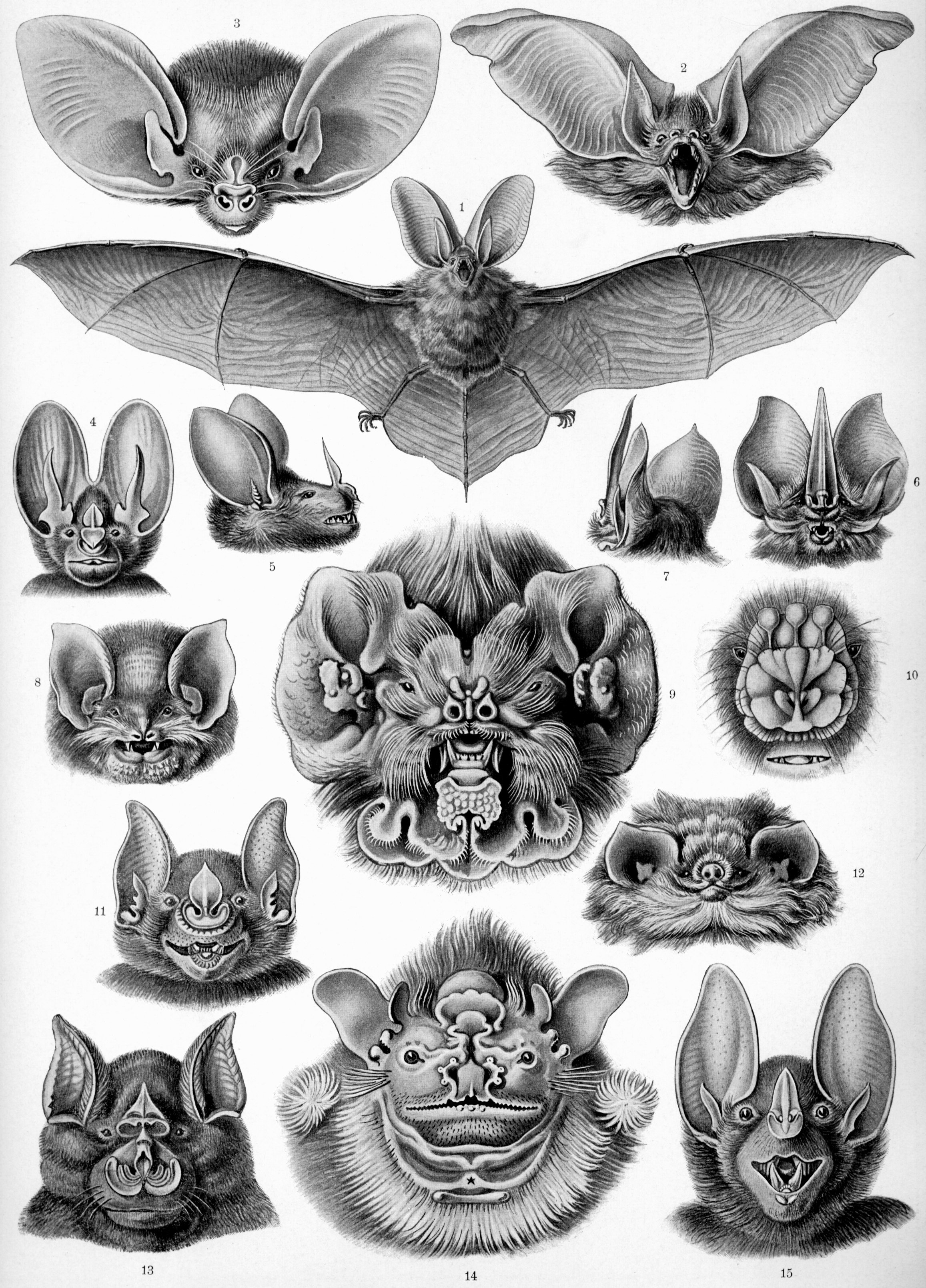